# پل باروکلیف
پل باروکلیف (انگلیسی: Paul Barrowcliff؛ زادهٔ ۱۵ ژوئن ۱۹۶۹) بازیکن فوتبال اهل بریتانیا است.
از باشگاه‌هایی که در آن بازی کرده‌است می‌توان به باشگاه فوتبال آیلزبری یونایتد، باشگاه فوتبال چشام یونایتد، باشگاه فوتبال ووکینگ، باشگاه فوتبال چالفونت سنت پیتر، باشگاه فوتبال متروپولیتان پلیس، باشگاه فوتبال هندون، باشگاه فوتبال سلو تاون، باشگاه فوتبال ساتون یونایتد، باشگاه فوتبال استیونج، باشگاه فوتبال برنتفورد، باشگاه فوتبال وایکام واندررز، باشگاه فوتبال کینگستونیان، باشگاه فوتبال هارو بورو، باشگاه فوتبال توکینگتون مانور، و باشگاه فوتبال سنت آلبنز سیتی اشاره کرد.